# Ivanteevsky (huyện)
Huyện Ivanteevsky (tiếng Nga: ? райо́н) là một huyện hành chính tự quản (raion), của Tỉnh Saratov, Nga. Huyện có diện tích 2070 km², dân số thời điểm ngày 1 tháng 1 năm 2000 là 17100 người. Trung tâm của huyện đóng ở Iventeyevka.